# 코파반장의 동화수사대
《코파반장의 동화수사대》는 한국방송공사에서 제작 · 방영했던 어린이 드라마로 《이레자이온》 이후 6년간 휴식기를 걸친후 2013년부터 새롭게 방영된 어린이드라마이다.
코파반장의 동화수사대는 이레자이온의 종영 이후 6년만에 부활한 어린이 드라마였으나, 시청률은 제대로 집계도 거의 되지 않았다. 그리고 이 드라마의 종영 이후 마법천자문을 새로이 편성할 때까지 오랫동안 또다시 KBS 2TV의 어린이 드라마는 방영이 중지되었다.

## 방송 시간
| 방영 채널 | 방영 기간                          | 방영 시간                               |
| --------- | ---------------------------------- | --------------------------------------- |
| KBS 2TV   | 2013년 8월 29일 ~ 2013년 10월 18일 | 목요일, 금요일 오후 5시 ~ 5시 30분      |
| KBS 2TV   | 2013년 10월 23일 ~ 2014년 7월 31일 | 수요일, 목요일 오후 4시 25분 ~ 4시 55분 |
| KBS 2TV   | 2015년 3월 5일 ~ 2015년 8월 21일   | 목요일, 금요일 오후 5시 10분 ~ 5시 40분 |

## 줄거리
가상의 동화나라, 이곳의 치안을 책임지는 동화수사대는 끊임없이 발생하는 사건, 사고로 쉴 틈이 없다. 익히 알고 있는 동화책 내용과 다르게 전개되는 사건들. 코파반장, 점풍, 띠용 형사는 이 사건들을 어떻게 해결할 것인가?

## 등장 인물
- 코파 반장
- 띠용
- 점풍

## 목소리 출연
- 유환웅 - 코파 반장
- 강수진 - 조연
- 윤초원 - 띠용
- 문종호 - 점풍

## 방영 목록
파트1
| 회차 | 방송 일자       | 제목                  |
| ---- | --------------- | --------------------- |
| 1화  | 2013년 8월 29일 | 늑대 엉덩이 화상 사건 |
| 2화  | 8월 30일        | 늑대 엉덩이 화상 사건 |
| 3화  | 9월 5일         | 동화마을 마라톤 사건  |
| 4화  | 9월 6일         | 동화마을 마라톤 사건  |
| 5화  | 9월 12일        | 101마리 양 도난 사건  |
| 6화  | 9월 13일        | 101마리 양 도난 사건  |
| 7화  | 9월 26일        | 백설공주 실종 사건    |
| 8화  | 9월 27일        | 백설공주 실종 사건    |
| 특집 | 10월 11일       | 스페셜                |
| 9화  | 10월 17일       | 유리구두 도난 사건    |
| 10화 | 10월 18일       | 유리구두 도난 사건    |
| 11화 | 10월 23일       | 미운오리 실종 사건    |
| 12화 | 10월 24일       | 미운오리 실종 사건    |
| 13화 | 10월 30일       | 황금알 도난 사건      |
| 14화 | 10월 31일       | 황금알 도난 사건      |
| 15화 | 11월 6일        | 두 얼굴의 범인        |
| 16화 | 11월 7일        | 두 얼굴의 범인        |
| 17화 | 11월 13일       | 왕자 사칭 사건        |
| 18화 | 11월 14일       | 왕자 사칭 사건        |
| 19화 | 11월 20일       | 패션왕 사기 사건      |
| 20화 | 11월 21일       | 패션왕 사기 사건      |
| 21화 | 11월 27일       | 황금공 사기 사건      |
| 22화 | 11월 28일       | 황금공 사기 사건      |
| 23화 | 12월 4일        | 위기에 빠진 동화마을  |
| 24화 | 12월 5일        | 위기에 빠진 동화마을  |
| 25화 | 12월 11일       | 늑대 엉덩이 화상 사건 |
| 26화 | 12월 12일       | 늑대 엉덩이 화상 사건 |
| 27화 | 12월 18일       | 동화마을 마라톤 사건  |
| 28화 | 12월 19일       | 동화마을 마라톤 사건  |
| 29화 | 12월 26일       | 101마리 양 도난 사건  |

파트2
| 회차 | 방송 일자      | 제목                  |
| ---- | -------------- | --------------------- |
| 30화 | 2014년 1월 2일 | 101마리 양 도난 사건  |
| 31화 | 1월 8일        | 백설공주 실종 사건    |
| 32화 | 1월 9일        | 백설공주 실종 사건    |
| 33화 | 1월 15일       | 유리구두 도난 사건    |
| 34화 | 1월 16일       | 유리구두 도난 사건    |
| 35화 | 1월 22일       | 미운오리 실종 사건    |
| 36화 | 1월 23일       | 미운오리 실종 사건    |
| 37화 | 1월 29일       | 황금알 도난 사건      |
| 38화 | 2월 5일        | 황금알 도난 사건      |
| 39화 | 2월 6일        | 두 얼굴의 범인        |
| 40화 | 2월 12일       | 두 얼굴의 범인        |
| 41화 | 2월 20일       | 왕자 사칭 사건        |
| 42화 | 2월 26일       | 왕자 사칭 사건        |
| 특집 | 2월 27일       | 스페셜                |
| 43화 | 3월 5일        | 패션왕 사기 사건      |
| 44화 | 3월 6일        | 패션왕 사기 사건      |
| 45화 | 3월 12일       | 황금공 사기 사건      |
| 46화 | 3월 13일       | 황금공 사기 사건      |
| 47화 | 3월 19일       | 위기에 빠진 동화마을  |
| 48화 | 3월 20일       | 위기에 빠진 동화마을  |
| 49화 | 3월 26일       | 늑대 엉덩이 화상 사건 |
| 50화 | 3월 27일       | 늑대 엉덩이 화상 사건 |
| 51화 | 4월 2일        | 동화마을 마라톤 사건  |
| 52화 | 4월 3일        | 동화마을 마라톤 사건  |
| 53화 | 4월 9일        | 101마리 양 도난 사건  |
| 54화 | 4월 10일       | 101마리 양 도난 사건  |
| 55화 | 4월 16일       | 백설공주 실종 사건    |
| 56화 | 4월 17일       | 백설공주 실종 사건    |
| 57화 | 4월 23일       | 유리구두 도난 사건    |
| 58화 | 4월 24일       | 유리구두 도난 사건    |
| 59화 | 4월 30일       | 미운오리 실종 사건    |
| 60화 | 5월 1일        | 미운오리 실종 사건    |
| 61화 | 5월 7일        | 황금알 도난 사건      |
| 62화 | 5월 8일        | 황금알 도난 사건      |
| 63화 | 5월 14일       | 두 얼굴의 범인        |
| 64화 | 5월 15일       | 두 얼굴의 범인        |
| 65화 | 5월 21일       | 왕자 사칭 사건        |
| 66화 | 5월 22일       | 왕자 사칭 사건        |
| 67화 | 5월 28일       | 패션왕 사기 사건      |
| 68화 | 5월 29일       | 패션왕 사기 사건      |
| 69화 | 6월 11일       | 황금공 사기 사건      |
| 70화 | 6월 12일       | 황금공 사기 사건      |
| 71화 | 6월 18일       | 위기에 빠진 동화마을  |
| 72화 | 6월 19일       | 위기에 빠진 동화마을  |
| 73화 | 6월 25일       | 늑대 엉덩이 화상 사건 |
| 74화 | 6월 26일       | 늑대 엉덩이 화상 사건 |
| 75화 | 7월 2일        | 동화마을 마라톤 사건  |
| 76화 | 7월 3일        | 동화마을 마라톤 사건  |
| 77화 | 7월 9일        | 101마리 양 도난 사건  |
| 78화 | 7월 10일       | 101마리 양 도난 사건  |
| 79화 | 7월 16일       | 백설공주 실종 사건    |
| 80화 | 7월 17일       | 백설공주 실종 사건    |
| 81화 | 7월 23일       | 유리구두 도난 사건    |
| 82화 | 7월 24일       | 유리구두 도난 사건    |
| 83화 | 7월 30일       | 미운오리 실종 사건    |
| 84화 | 7월 31일       | 미운오리 실종 사건    |